# Phragmipedium andreettae
Phragmipedium andreettae é uma espécie de orquídea terrestre, família Orchidaceae, que habita o Equador.